# 1503 Kuopio
1503 Kuopio eller 1938 XD är en asteroid upptäckt 15 december 1938 av den finske astronomen Yrjö Väisälä vid Storheikkilä observatorium. Asteroiden har fått sitt namn efter Kuopio, Finland.
Den tillhör asteroidgruppen Eunomia.